# Mariella Mehr
(Ruth Dreyfuss, ex-consigliere federale e presidente della Confederazione svizzera nel 1999)
Mariella Mehr (Zurigo, 27 dicembre 1947 – Zurigo, 5 settembre 2022) è stata una scrittrice e poetessa svizzera di etnia Jenisch.
Fu vittima, da bambina e da adolescente, del programma eugenetico Enfants de la grand-route conosciuto in tedesco come Kinder der Landstrasse, promosso dal Governo svizzero nei confronti dei figli appartenenti a famiglie di etnia nomade.

## La storia di Mariella Mehr
(David Piesoli - Espresso.repubblica.it)

### In nome dell'eugenetica
Il programma Kinder der Landstrasse (per il recupero dei bambini di strada) fu attuato dal 1926 al 1974 dall'associazione svizzera Pro-Juventute e si tradusse in un dramma nazionale, tacciato da molti come una forma di vero e proprio genocidio. Fu il governo svizzero a condurre e sostenere una politica semi-ufficiale che verteva ad istituzionalizzare i genitori Jenisch come "malati di mente" tentando di far adottare i loro figli da più "normali" cittadini svizzeri. Questo modo di procedere fu giudicato come un tentativo di eliminare la cultura Jenisch in nome del miglioramento della specie umana: l'eugenetica. Secondo alcune fonti, 590 bambini furono sottratti ai genitori e messi in orfanotrofi, in istituti psichiatrici e persino in prigioni. Il programma coinvolse dai 600 ai 2000 bambini nomadi, che di fatto, furono allontanati in tenera età dalle famiglie originarie. Quel programma è tutt'oggi un tema molto scottante per la coscienza dei cittadini elvetici.
Solo recentemente il Governo Svizzero ha riconosciuto la disumanità di quel programma, come fa notare la dott. Iocovino : "Nel 1987, il presidente della commissione della fondazione, Bernasconi, pronuncia per la prima volta le scuse da parte della PJ [Pro-Juventute] verso gli appartenenti al popolo jenisch e, nel 2000, la Svizzera ratifica la convenzione dell'Onu del 1948 riguardo alla prevenzione e alla punizione del genocidio. ". Oggi ci sono 35.000 jenisch che vivono in Svizzera, sono concentrati per lo più nel Cantone dei Grigioni. Di questi, solo 5.000 sono nomadi.

### Una infanzia stroncata dal pregiudizio
L'attuazione di tali teorie determinerà la sistematica distruzione di famiglie e vite non considerate “conformi alla norma”. Secondo tali studi, la vita non sedentaria, cioè il nomadismo, è dovuta a una disposizione ereditaria che dev’ essere estinta. Secondo le teorie razziste ed eugenetiche si tratta di un comportamento “ereditario-criminale”.»
(Dott. Filomeno Icovino)
Mariella Mehr fu una di quei bambini vittime del programma Kinder der Landstrasse. Nacque nel dopoguerra il 27 dicembre 1947, a Zurigo in Svizzera, da madre jenisch. Gli Jenisch, una etnia nomade diffusa in particolar modo in Germania e in Svizzera, negli anni 1940 provenivano da una cruenta persecuzione nazista perpetuata nei loro confronti e di altre etnie nomadi, nazismo che per la famigerata politica razziale, li aveva prima imprigionati e poi gasificati nei campi di sterminio di mezza Europa. Nel dopoguerra la Svizzera era ancora impegnata nella sua politica di igiene razziale, con un programma iniziato nel 1926 e che prevedeva una riconversione dei bambini della strada in bambini normali che di fatto si traduceva nel togliere ai genitori naturali i propri figli ed affidarli a orfanotrofi e istituti di infanzia, per essere poi adottati da famiglie svizzere normali.
Con questo programma, i rapporti con la famiglia originaria venivano definitivamente troncati nonché ostacolati, infatti a questi bambini veniva cambiato il nome di nascita e dato un nuovo nome, per cui era abbastanza difficile risalire ai genitori naturali. Tutti i nomadi senza stabile dimora erano obiettivo di questo programma, per cui gli Jenisch, la parte più consistente delle etnie nomadi in Svizzera, fu il principale gruppo, oggetto di attenzione. L'allontanamento coatto provocava sui bambini e sugli stessi genitori grandi traumi psicologici con manifestazioni di ribellione e grande risentimento anche verso le stesse istituzioni.
Ma il dramma di questi bambini, non finiva lì, come fa notare la dott. Iacovino: "Numerosi furono i casi di abuso sessuale sui bambini e soprattutto sulle bambine e sugli adolescenti, vittime di questo progetto di risanamento, non protetti dai genitori, che nel frattempo dovevano combattere con la depressione, l'alcolismo e i problemi interpersonali sorti tra i partner. Molti [furono] i casi di morte precoce". Mariella, come tutti i bambini nomadi svizzeri fece parte di questo programma. Fu quindi tolta alla propria madre, mentre era piccolissima, crescendo in 16 diverse case famiglia e in 3 istituzioni educative.

### La giovinezza dellaribelle
Quando aveva 18 anni, come per sua madre, le tolsero il figlio. Questa opera di sradicamento fece crescere la sua rabbia verso le istituzioni e divenne ben presto una ragazza ribelle. Subì 4 ricoveri in ospedali psichiatrici, violenze ed elettroshock e venne perfino reclusa per 19 mesi nel carcere femminile di Hindelbank nel Canton Berna.

### La rinascita, scrittrice e poetessa, l'impegno sociale
e allora l'anima mia si apre

in una lingua straniera.

Luce, dico allora, luce di lupo,

dico, e che non venga nessuno

a tagliarmi i capelli»
(Da una poesia di Mariella Mehr)
Fino agli anni ottanta l'opinione pubblica mondiale sapeva ben poco delle discriminazioni subite dalla etnia Jenisch, paragonate di fatto ad un vero e proprio genocidio. Mariella Mehr come testimone principale del dramma di segregazione, ha fatto della denuncia della persecuzione agli Jenisch l'opera principale dei suoi scritti e delle sue poesie. I suoi libri, tradotti anche in italiano, sono ampie e dettagliate denunce di tutte le violenze fisiche e psicologiche subite negli anni della sua infanzia e della sua adolescenza.
Dal 1975 ha pubblicato prima come giornalista, poi come scrittrice, molti articoli e libri. Nel 1981 ha pubblicato il suo primo romanzo (Steinzeit), (L'età della pietra) tradotto in italiano con il titolo di Silviasilviosilvana. Un romanzo autobiografico che analizza le sue vicissitudini e il cui titolo voleva mettere in risalto la perdita di identità di una donna maltrattata e segregata.
La scrittrice e poeta, ha stabilito dal 1996 il suo centro operativo in Toscana, in Italia ed è diventata testimone autorevole della persecuzione subita dagli Jenisch e dalle altre etnie nomadi. Invitata dai media di tutta Europa, partecipa a trasmissioni radiofoniche e televisive facendo luce con le sue testimonianze e le sue denunce su uno dei periodi più bui della storia della Svizzera del XX secolo e delle discriminazioni nel mondo.
Per l'impegno per i diritti delle minoranze e dei gruppi emarginati, Mariella Mehr nel 1998, ha ricevuto la laurea honoris causa dalla Facoltà di Storia e Filosofia presso l'Università di Basilea.

## Premi e riconoscimenti
- 1981 Zurigo Premio Letterario del Canton Zurigo per il libro Steinzeit
- 1981 Berna Premio del Canton Berna per il libro Steinzeit
- 1983 Berna Premio letterario della città di Berna per il libro Diesen Traum....
- 1987 Berna Premio letterario della città di Berna per il libro Kinder der Landstrasse
- 1988 Premio Ida-Somazzi
- 1992 Premio del Canton Grigioni (per le sue opere come scrittrice)
- 1995 Zurigo Premio della città di Zurigo (per le sue opere come scrittrice)
- 1996 Premio della Fondazione Svizzera Schiller per il libro Daskind
- 1996 Medaglia d'onore del Comune di Tomils
- 1998 Basilea Laurea honoris causa dalla Facoltà di Storia e Filosofia presso l'Università di Basilea.
- 2002 Premio librario del Canton Berna per il libro Angeklagt
- 2007 Camaiore Premio Internazionale. Premio Letterario Camaiore XX edizione per Notizie dall'esilio[11]
- 2012 Losanna Premio ProLitteris alla carriera per una vita di lavoro letterario[12]
- 2016 Coira Premio letterario grigione

## Opere in lingua originale
- Das Sternbild des Wolfes, Klagenfurt, Drava, 2003, ISBN 978-3-85435-412-3.
- Angeklagt, Zürich, Nagel & Kimche, 2002, ISBN 978-3-312-00294-8.
- Widerwelten, Klagenfurt, Drava, 2001, ISBN 978-3-85435-365-2.
- Brandzauber, Zürich, Nagel & Kimche, 1998, ISBN 978-3-312-00237-5.
- Nachrichten aus dem Exil, Klagenfurt, Drava, 1998, ISBN 978-3-85435-296-9.
- Daskind, Zürich, Nagel & Kimche, 1995, ISBN 978-3-312-00210-8.
- Zeus, oder, Der Zwillingston, Zürich, Edition R F, 1994, ISBN 978-3-9520576-0-5.
- RückBlitze, Berne, Zytglogge, 1990, ISBN 978-3-7296-0356-1.
- Steinzeit, Berne, Zytglogge, 1990, ISBN 978-3-7296-0125-3.
- Kinder der Landstrasse: ein Hilfswerk, ein Theater und die Folgen, Berne, Zytglogge, 1987, ISBN 978-3-7296-0264-9.
- Das Licht der Frau, Berne, Zytglogge, 1984, ISBN 978-3-7296-0198-7.
- In Diesen Traum Schlendert ein Roter Findling, Berne, Zytglogge, 1983, ISBN 978-3-7296-0170-3.

## Opere tradotte in italiano
Le opere di Mariella Mehr in tedesco sono state tradotte anche in italiano, francese e finlandese e romanès
- Accusata, Edizioni effigie, Milano 2008 ISBN 9788889416716
- Silviasilviosilvana, traduzione di Steinzeit, di Fausta Morganti, Aiep Editore, San Marino 1995 ISBN 88-86051-23-9
- Il marchio, Tufani Editrice, Ferrara 2001 ISBN 9788886780377
- Notizie dall'esilio, Edizioni effigie, Milano 2006 ISBN 9788889416396
- Labambina, Edizioni effigie, Milano 2006 ISBN 9788889416389
- San Colombano e attesa, Edizioni effigie, Milano 2010 ISBN 9788889416556
- Uomini e topi. Eugenetica in democrazia, Ibis, Pavia, 2020, ISBN 978-88-7164-628-2

## Opere in Italiano
- Ognuno incatenato alla sua ora, a cura di Anna Ruchat, poesie (scritte dal 1983 al 2014), Giulio Einaudi Editore, anche ebook, Torino 2014, ISBN 9788806208523

## Filmografia
- Dove cadono le ombre, lungometraggio di Valentina Pedicini, Italia, 2017, 95 minuti, presentato alla Mostra del Cinema di Venezia 2017[13][14].